# 第1独立海兵大隊 (ウクライナ海兵隊)
第1独立海兵大隊（だい1どくりつかいへいだいたい、ウクライナ語: 1-й окремий батальйон морської піхоти）は、ウクライナ海兵隊の大隊。第36独立海兵旅団隷下。

## 概要

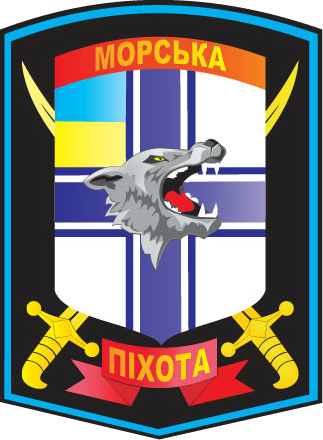
ウクライナ海軍第1独立海軍歩兵大隊

1993年7月1日、ロシア海軍第810独立海軍歩兵旅団隷下の第880独立海軍歩兵大隊を基幹に、第27独立海軍歩兵大隊として、クリミア自治共和国（現クリミア共和国）セヴァストポリで創設された。当初は第880大隊を直接ウクライナ海軍に編入する予定だったが、ロシアに引き上げずウクライナに残り、兵役を終えようと考えたロシア人団員が多かったため、ロシア政府の意向で部隊は解隊させられた。
1994年8月17日、第4独立海軍歩兵旅団隷下に配属された。
1996年6月18日、第6独立沿岸ミサイル旅団隷下に配属された。
1997年12月1日、第1独立海軍歩兵旅団（旧第4独立海軍歩兵旅団）隷下に配属され、第1独立海軍歩兵大隊に改称した。
2004年3月、第36独立沿岸防衛旅団隷下に配属された。
2007年6月、ウクライナ海軍司令部隷下に配属された。 
2008年10月から、国際連合平和維持活動に参加し、コソボに駐留した。

### ロシアのクリミア侵攻
2014年2月27日、ロシアのクリミア侵攻では、クリミア半島の守備隊だったがドミトロ・デリャツキー大隊長がロシア連邦軍に拘束され、部隊は戦わずに降伏した。団員600人のうち裏切らなかった137人はウクライナ本土に退却した。

### ドンバス戦争
2014年10月、ドンバス戦争に投入され、東部ドネツィク州マリウポリの前線に配置された。
2015年7月20日、再編された第36独立海軍歩兵旅団隷下に配属された。

### ロシアのウクライナ侵攻

#### 東部・マリウポリ戦線
2022年2月24日から、ロシアのウクライナ侵攻では、南東部の要衝とされるドネツィク州マリウポリ地区に配備され、26日には部隊が配備されていたフヌートヴェの防衛線を突破され、マリウポリ郊外に撤退した。ロシア軍の攻勢を数週間食い止めるも、戦車大隊が壊滅するなど大損害を出し、3月にはマリウポリ市内まで撤退してイリイチ製鉄所を陣地とした。
2022年4月4日、イリイチ製鉄所の北部に配備されていた第503独立海軍歩兵大隊が壊滅し、兵士267名が降伏し捕虜になったとロシア側が発表した。しかし、部隊はこれを否定し、証拠として公開された映像が検証された結果、降伏したのは第501独立海軍歩兵大隊だったことが判明した。
2022年4月10日、部隊に撤退命令が出され、76人の兵士がマリウポリから脱出したが、前線のウクライナ軍陣地まで無事に辿り着けたのは7人だけで、多くが道中に殺されるか捕虜となった。
2022年4月11日-12日、市内中心部のイリイチ製鉄所から市内南東部のアゾフスタリ製鉄所を陣地にしていたアゾフ連隊と合流する際に、ウォロディミル・バラニュク旅団長を含む、50名が戦死、兵士42名が降伏し捕虜になったとロシア側が発表した。
2022年4月13日、イリイチ製鉄所に留まっていた旅団の100名以上の負傷兵を含む、兵士1,026名が降伏し捕虜になったとロシア側が発表し、イリイチ製鉄所の陣地を失った。
2022年4月14日、合流したアゾフ連隊と合同でアゾフスタリ製鉄所を陣地に、マリウポリの防衛任務を継続すると宣言した。
2022年4月20日、市内南西部の港湾地区で戦闘していた第12特務旅団、国境警備隊、警察官など500名と合流したが、港湾地区の陣地を失った。
2022年5月16日、ロシア国防省がアゾフスタリ製鉄所の負傷兵を避難に合意したと発表し、ウクライナ軍参謀本部も「マリウポリの守備隊は司令部が命じた全ての任務を完遂した」と発表し、マリウポリの守備隊に撤退を命令した。ウクライナ国防省は人道回廊が設置され、53名の負傷兵を含む、260名以上のウクライナ兵が製鉄所から避難したと発表した。ただし、投降した捕虜扱いでロシア軍の支配地域に移送された。

#### 東部・バフムート戦線
2022年10月、東部ドネツィク州バフムートに配備されている。
2023年5月23日、ウクライナ海軍からの独立に伴い、創設されたウクライナ海兵隊に編入した。

## ギャラリー

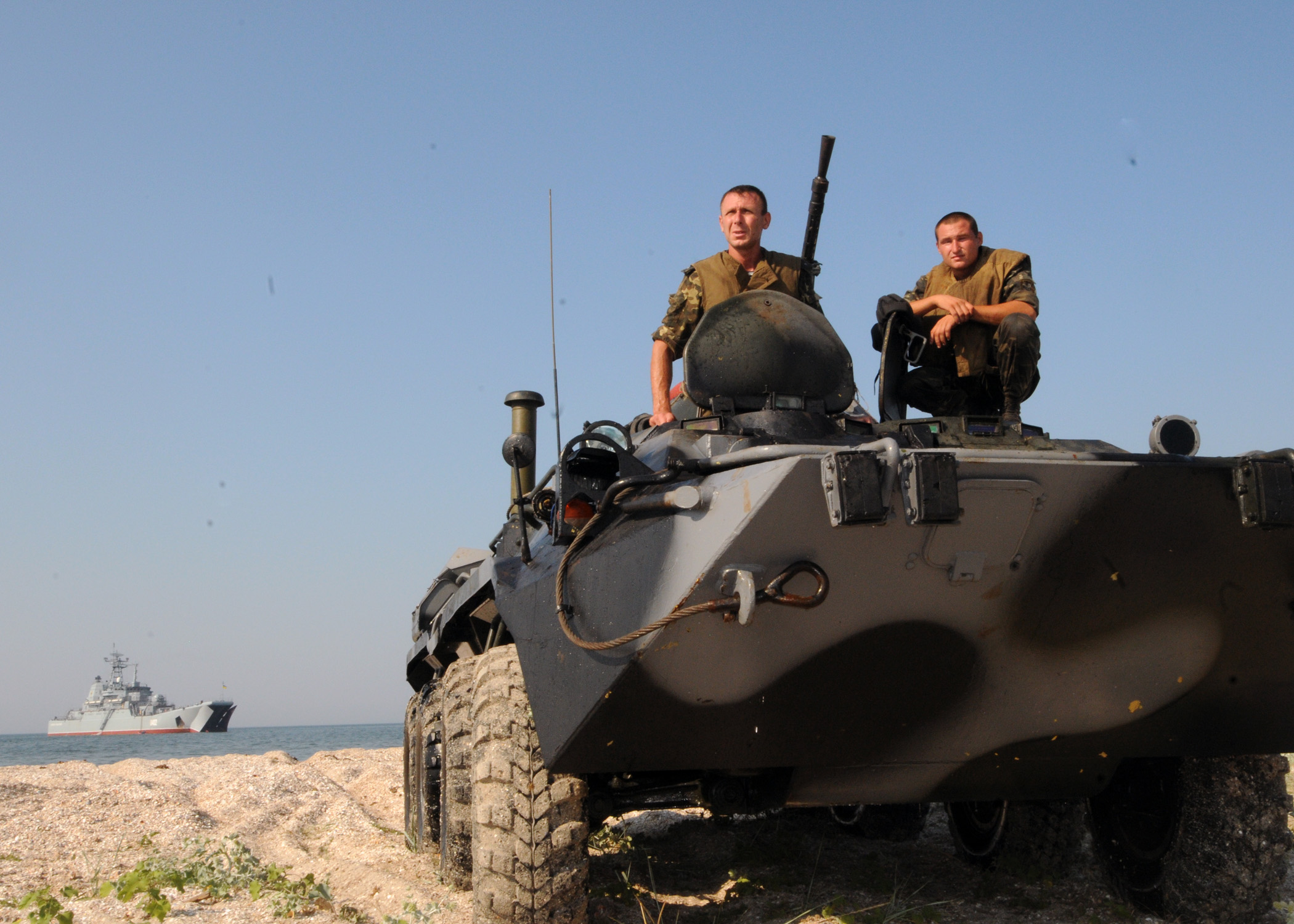
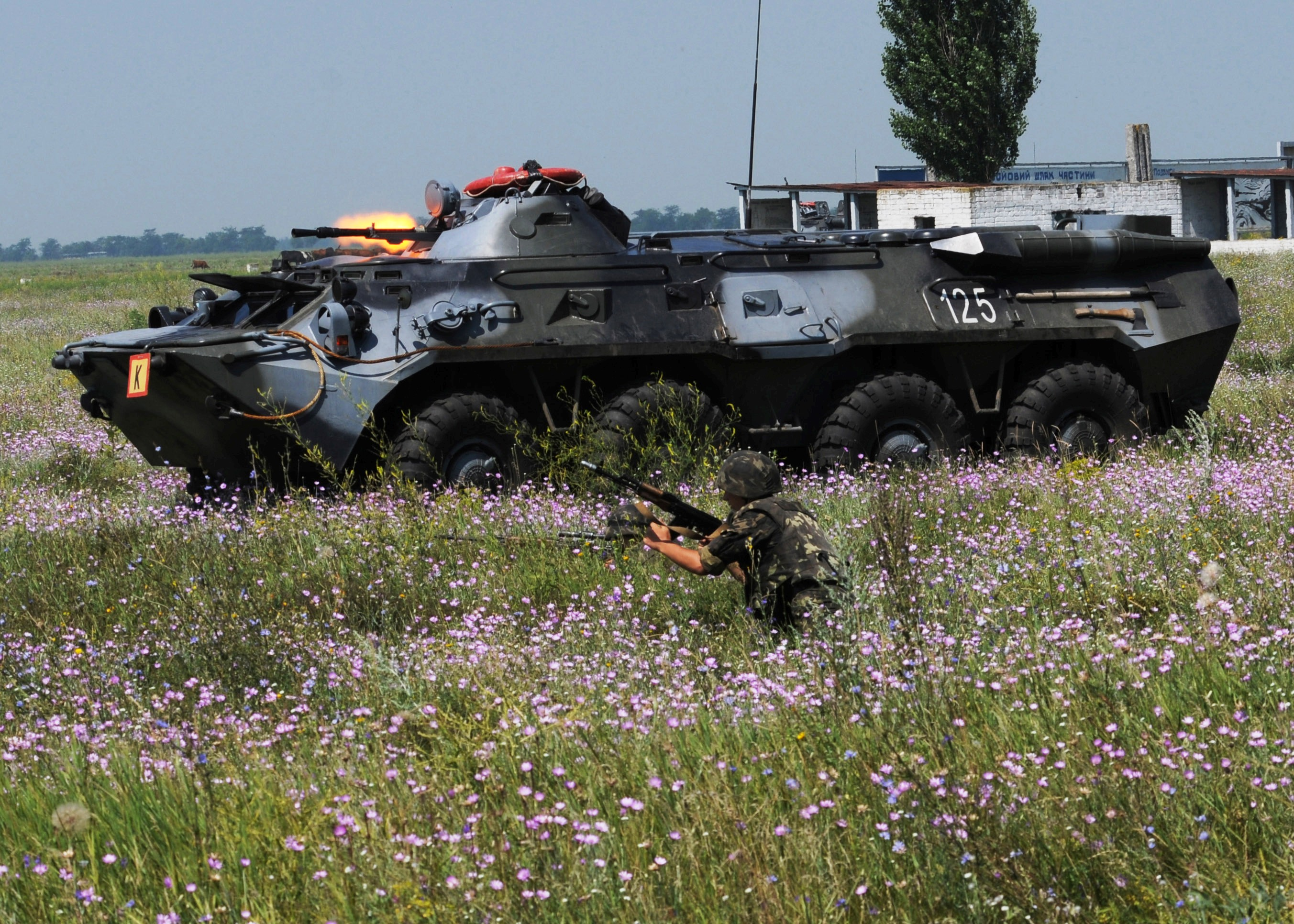
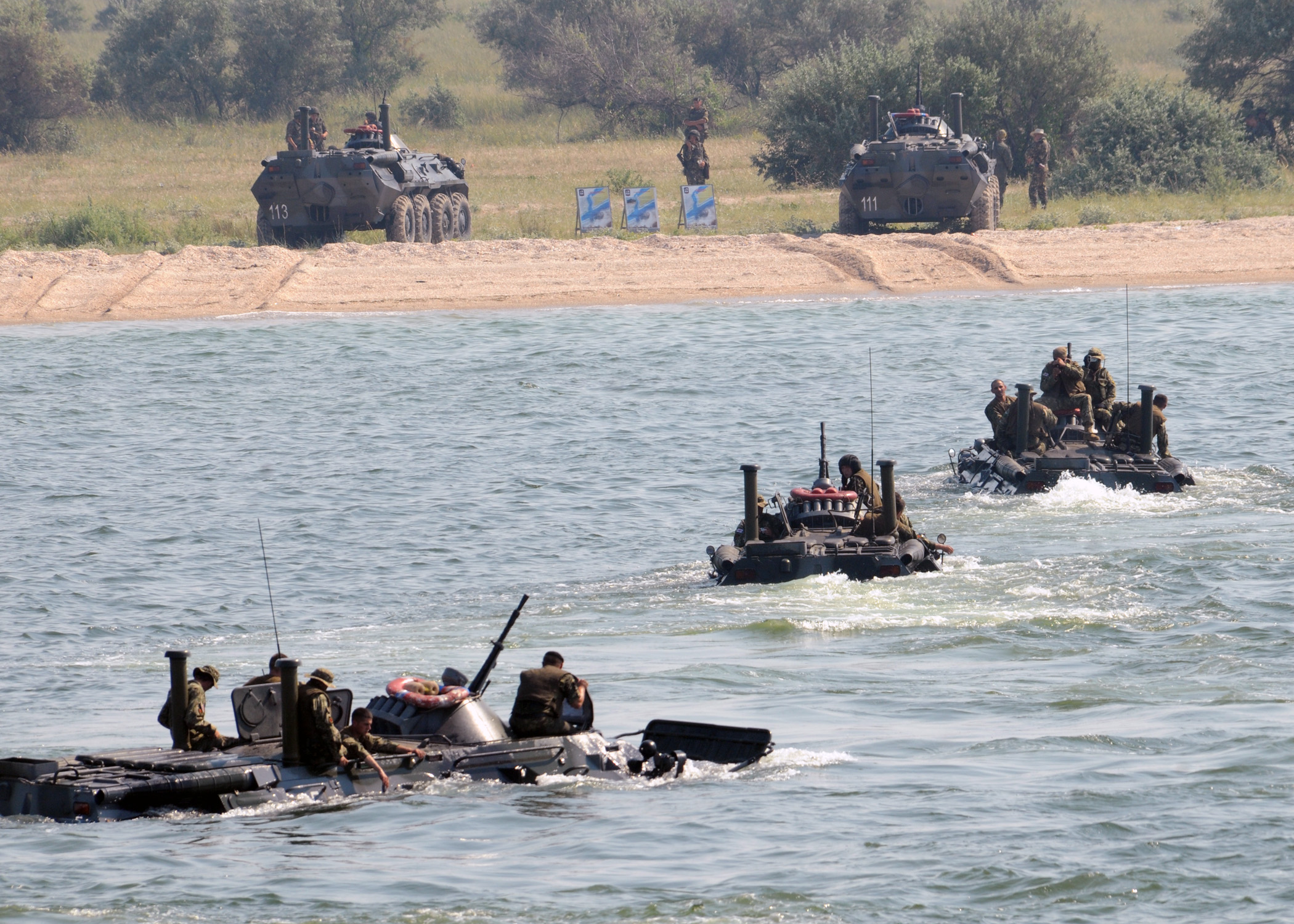
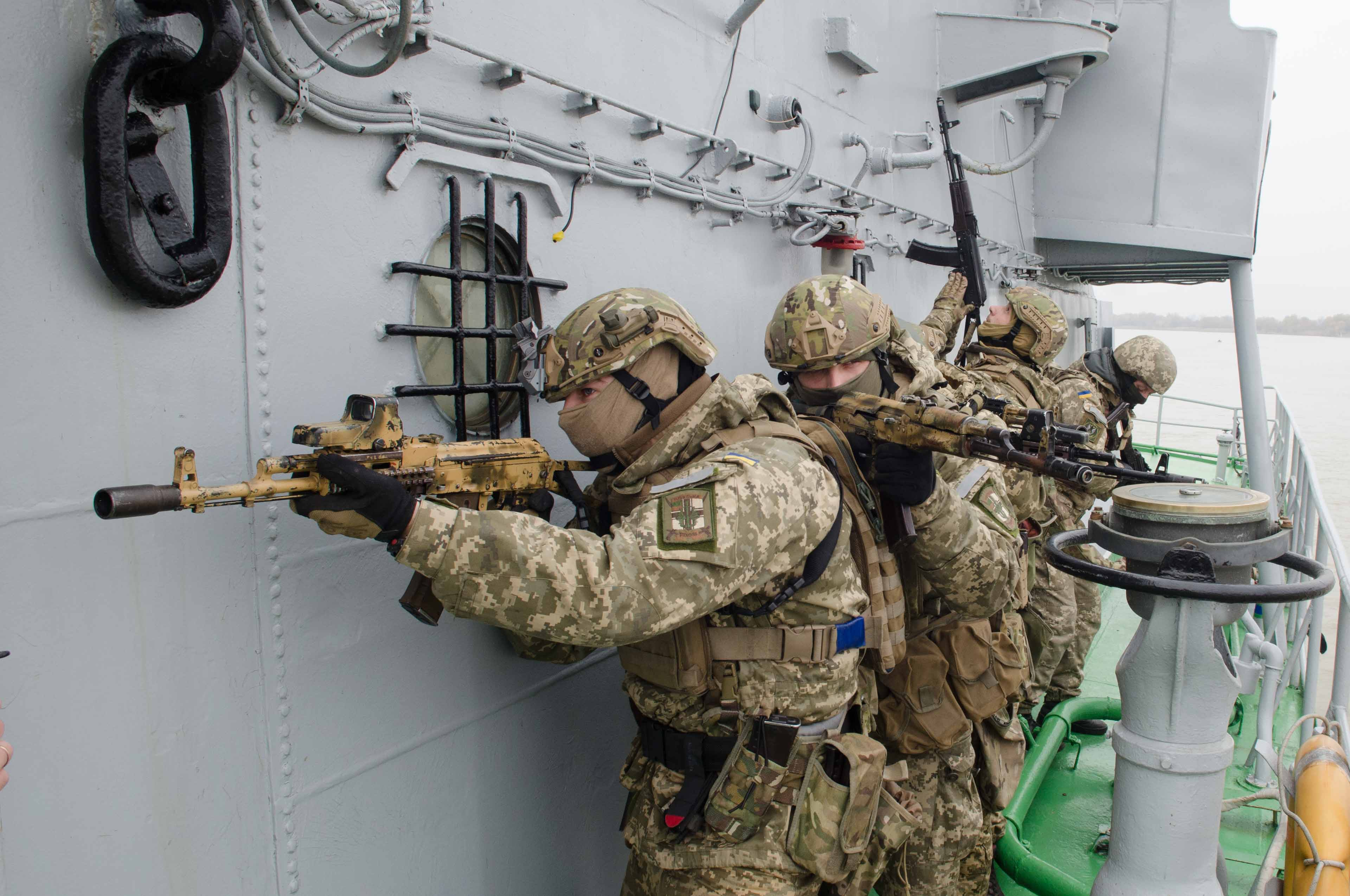

## 編制
- 大隊本部（ムィコラーイウ）
- 第1中隊
- 第2中隊
- 空中強襲中隊
- 迫撃砲中隊
- 対戦車小隊
- 防空小隊
- 偵察小隊
- 工兵小隊
- 補給小隊
- 通信小隊
- 衛生小隊